# Wysoczyzny Zadunajskie

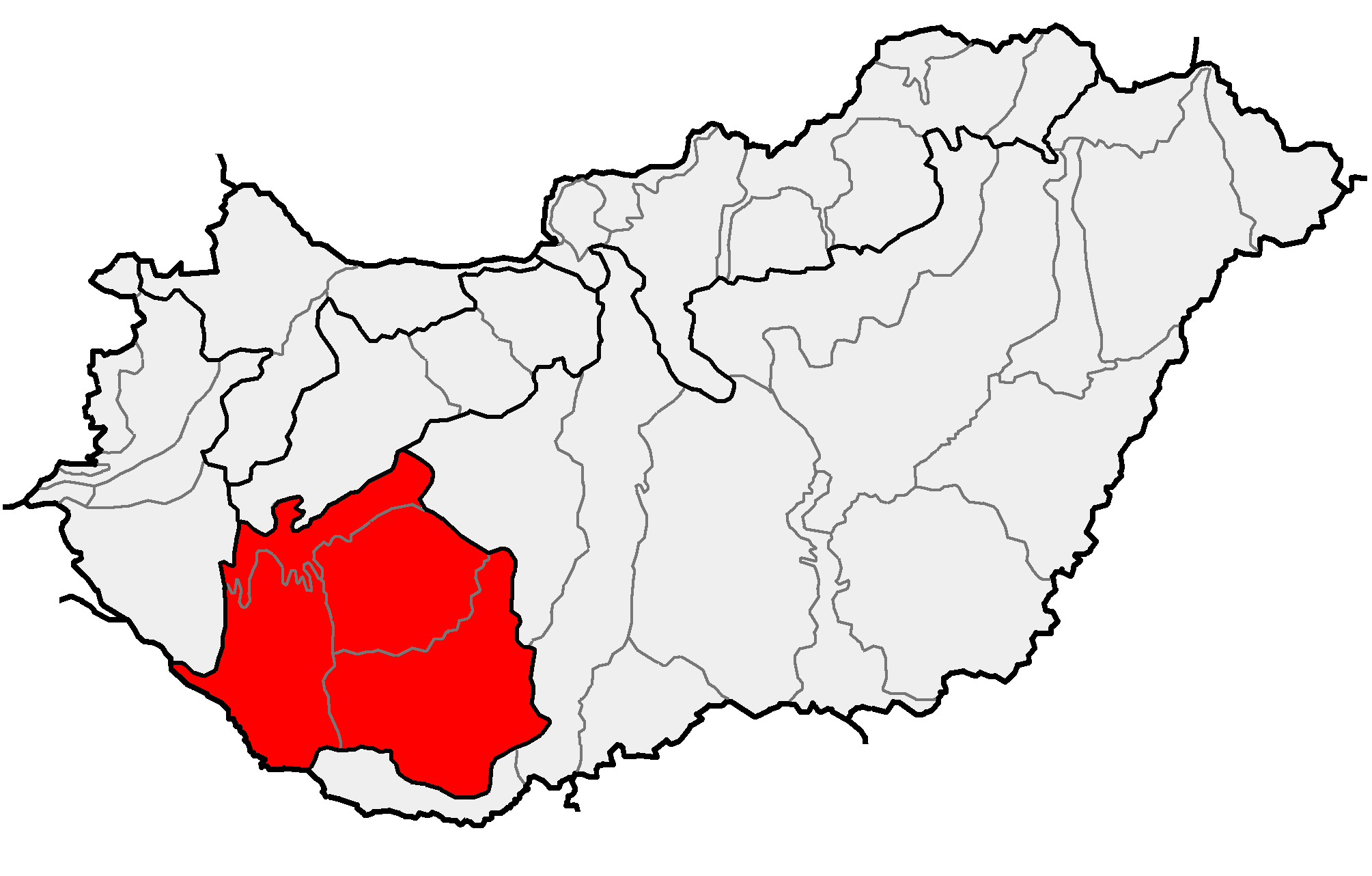
Wysoczyzny Zadunajskie - Dunántúli-dombság (Kraina Somogy podzielona na Wysokie i Niskie Somogy)

Wysoczyzny Zadunajskie (węg. Dunántúli-dombság, 553) — region fizycznogeograficzny wyróżniany w dziesiętnej regionalizacji fizycznogeograficznej, leżący w centralnej części Kotliny Panońskiej, w Kraju Zadunajskim w zachodnich Węgrzech. 
Wysoczyzny Zadunajskie składają się z grup wzgórz i wyrastających spośród nich izolowanych pasm gór niskich - Mecsek i Villány, które łączy pochodzenie geologiczne. Fundament regionu tworzą skały mezozoiczne i zmetamorfizowane skały paleozoiczne przykryte grubą warstwą czwartorzędowych osadów rzecznych - żwirów i piasków. Osady te miejscami odsłaniają się na powierzchni, ale w większości są przykryte grubą warstwą lessu. Góry są zbudowane z piaskowców i łupków powstałych z tych żwirów i piasków. Podczas gdy w trzeciorzędzie krystaliczny masyw Tisii zapadł się na obszarze Małej i Wielkiej Niziny Węgierskiej, obszar Wysoczyzn Zadunajskich uległ w stosunku do nich nawet lekkiemu wypiętrzeniu, dzięki czemu powstała bardziej urozmaicona rzeźba pagórkowata, zaś skały składające się dziś na pasma gór zostały sfałdowane i wypiętrzone. Na początku kenozoiku tak powstałe góry zostały zrównane; ich powtórne wydźwignięcie nastąpiło w pliocenie i plejstocenie, gdy południowe części gór zostały podniesione, tworząc istniejące do dzisiaj strome południowe zbocza. Z kolei Niecka Balatońska powstała w drodze stopniowego zapadania się terenu wzdłuż linii uskoków tektonicznych i stanowi odwzorowanie na powierzchni rowu tektonicznego. 
Region obfituje w surowce mineralne - rudy uranu, węgiel kamienny koksujący i boksyty. Region należy do najcieplejszych w kraju, dzięki czemu rozwinęło się intensywne rolnictwo i winiarstwo. 
Wysoczyzny Zadunajskie dzieli się na: 
- 553.1 Nieckę Balatońską (Balaton-medence)
- 553.2 wysoczyznę Somogy (Somogy; geografia węgierska dzieli ten region na dwa: Wysokie Somogy (Külső-Somogy) i Niskie Somogy (Belső-Somogy)
- 553.3 Mecsek i wysoczyznę Tolna-Baranya (Mecsek és Tolna–Baranyai-dombvidék)